# オウシュウオオキベリアオゴミムシ
オウシュウオオキベリアオゴミムシ Chlaenius circumscriptus (Duftschmid, 1812) は、コウチュウ目（鞘翅目）オサムシ科・ゴモクムシ亜科の Chlaenius 属（ Epomis 亜属）に分類される昆虫（ゴミムシ）の一種。
ヨーロッパなど旧北区に分布する。本種は水辺（池・小川など）周辺に生息し、成虫は両生類（カエル・サンショウウオなど）を、幼虫も生きている両生類のみを捕食する。このように小さな無脊椎動物でありながら、自身より大きい脊椎動物を捕食する本種の生態は珍しいものとされる。

## 分類
本種は Chlaenius 属 (Bonelli, 1810) の亜属である Epomis 亜属 (Bonelli, 1810) に属する。Epomis を独立した属として分類する考えもあり、その場合は本種の学名は Epomis circumscriptus となる。Epomis 亜属はユーラシア大陸・アフリカに約30種が分布し、成虫・幼虫とも両生類を捕食する。その中には、幼生が外部寄生的な方法で無尾類（カエル）のみを食べている種も含まれる。

## 分布
分布範囲はWizen (2012) では「ヨーロッパのうちポルトガル - ウクライナ・トルコにかけての広範囲（北ヨーロッパ・中央ヨーロッパを除く）、中央アジア西部・北アフリカ」と、丸山宗利 (2016) では「旧北区（ヨーロッパ南部・アフリカ北部・カナリア諸島からイラン）」とされている。

## 形態・特徴

### 成虫
成虫の体長は18 - 24 mm。体色は黒が基調で、緑色ないし青色の金属光沢を帯び、上翅の側方縁は淡黄色を帯びる。触角・脚は淡い赤黄色 - 茶黄色で、やや幅広い前胸背板に荒い点刻がある。上翅（鞘翅）の両横はほぼ平行で、上翅には明瞭な溝がある。
地中海沿岸東部に分布する同属の Chlaenius dejeani (Epomis dejeani) は本種よりわずかに小型（体長16 - 19 mm）で、前胸背板の形状がわずかに異なるほか、側方縁の点刻が本種より多い点で区別できる。また日本を含む東アジア・東南アジアにはオオキベリアオゴミムシ Chlaenius nigricans  (Epomis nigricans) が生息するが、同種の幼虫も小さなカエル・オタマジャクシなどを捕食する。

### 幼虫

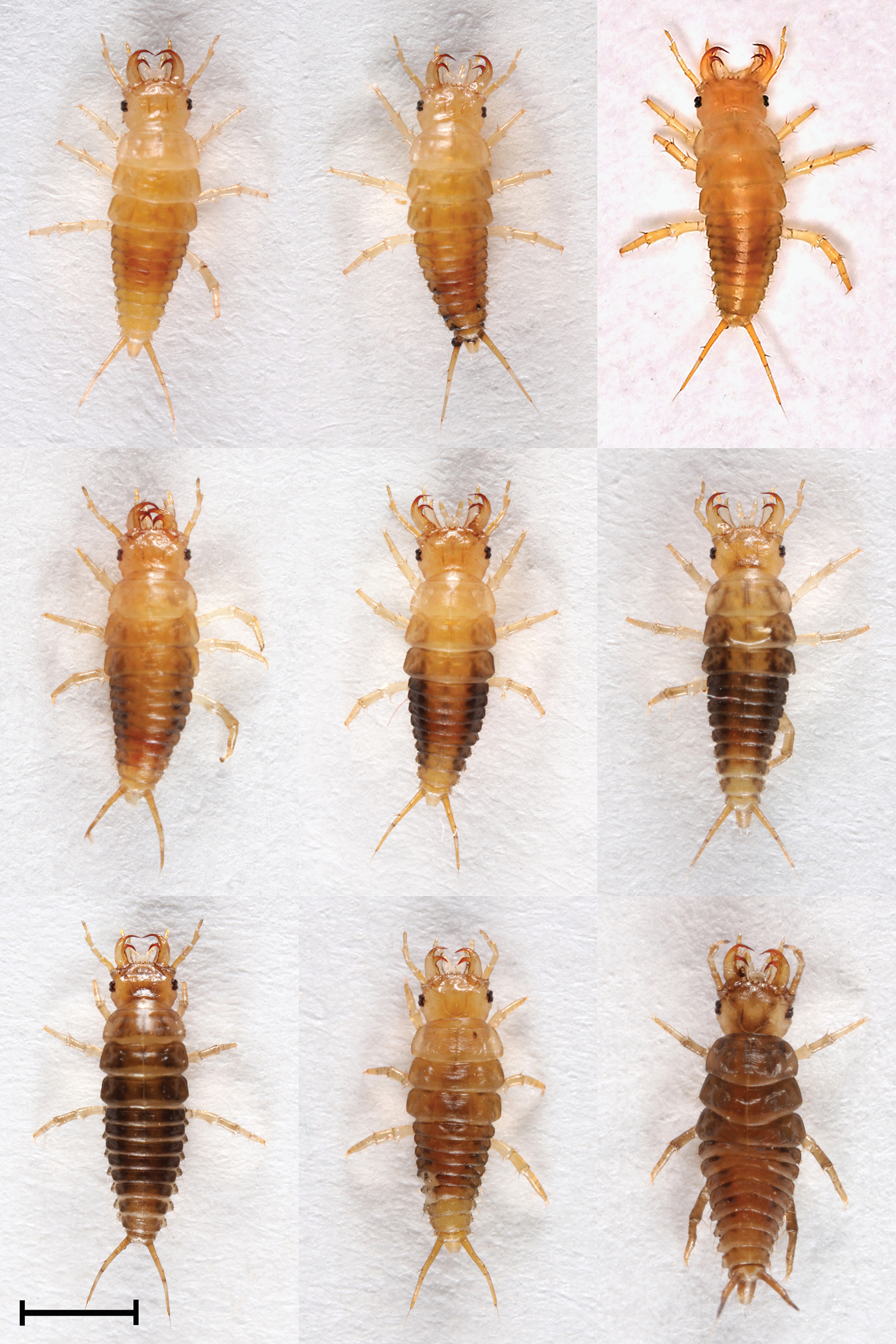
1齢幼虫の体色の変化
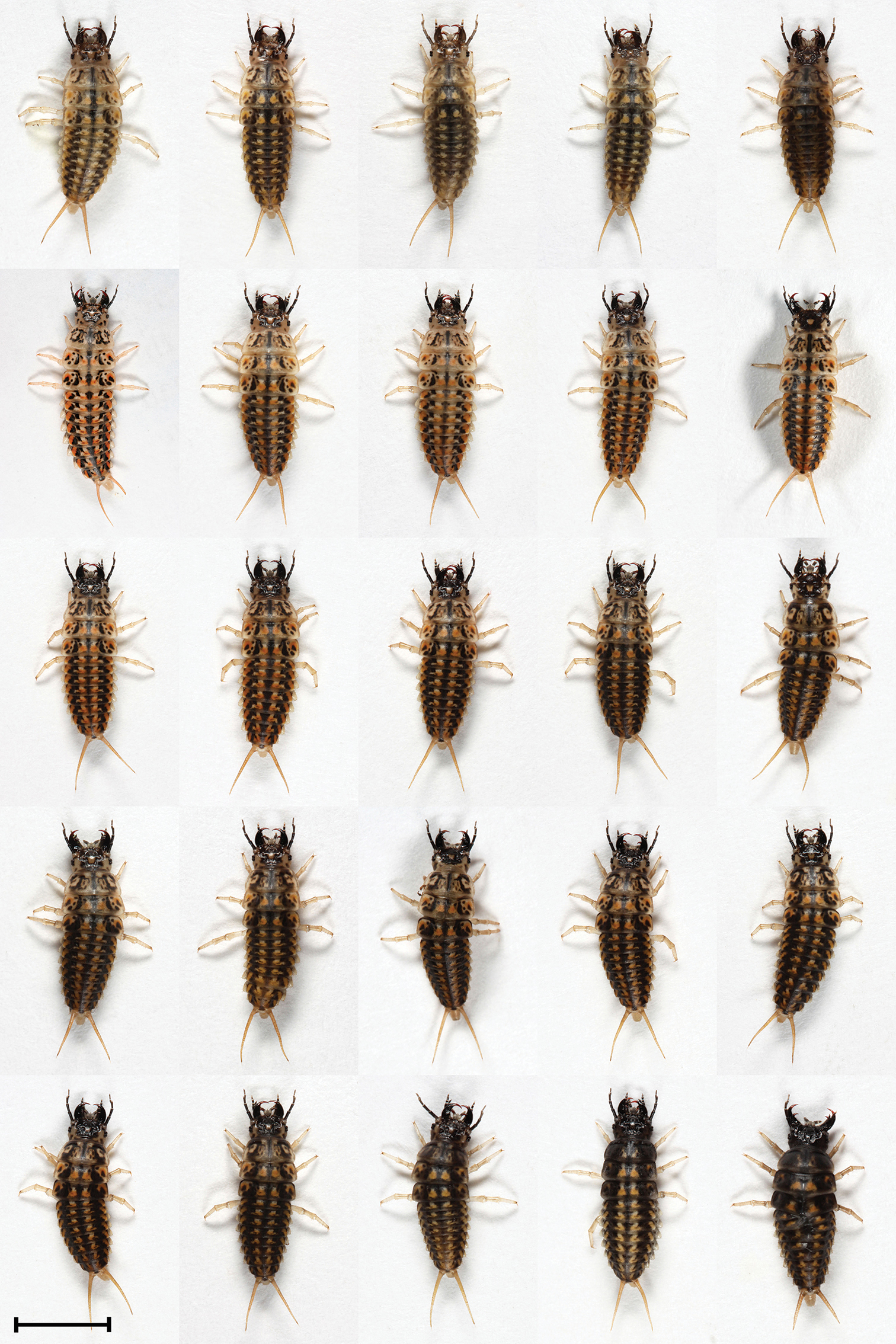
2齢幼虫の体色の変化
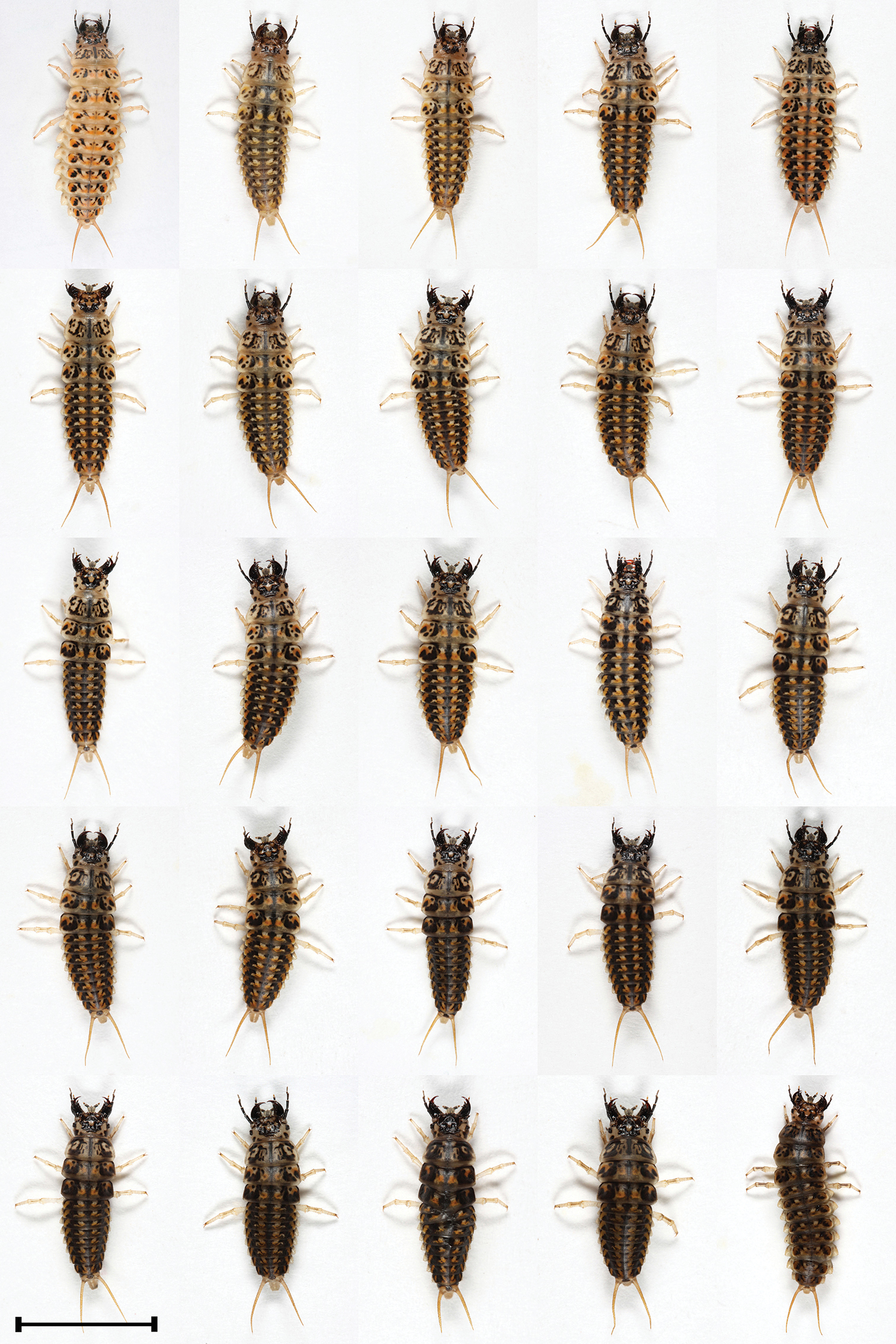
3齢幼虫の体色の変化

本種の幼虫段階は1齢から3齢までの3段階である。孵化直後の1齢幼虫は体長約5 mmで、1齢幼虫（脱皮直前で体長は約8.5 mm）の体色は淡黄色ないし茶色がかった色で、まれに茶色となる。また、触角・脚や尾突起 Urogomphi は淡黄色で、体側が黒っぽい灰色になる場合もある。
2齢幼虫および3齢幼虫の体色は黄褐色または白を基調とし、黒とオレンジの斑点が連続する場合が多いが、個体差（黒っぽかったり、淡黄色が強かったりなど）もある。2齢幼虫・3齢幼虫とも触角は（先端の2節を除き）ほとんど黒くなり、下顎も黒いが、脚や尾突起 Urogomphi は黄色である。脱皮直前の2齢幼虫は体長約13 mm、3齢幼虫（蛹化直前）の体長は約20.2 mmとなる。近縁種である C. dejeani の幼虫は本種と比べると概して黒みが強いが、同種幼虫の体色も個体差がある。

## 生態
本種は湿地帯環境に生息し、水辺（淵・池・小川など）の周辺で生活する。
本種の成虫は両生類（カエル・サンショウウオなど）のほか、昆虫や負傷した齧歯類・鳥などを食べる。一方で幼虫は生きている両生類のみを捕食し、 Chlaenius dejeani (Epomis dejeani) も本種と類似した生態を持つ。

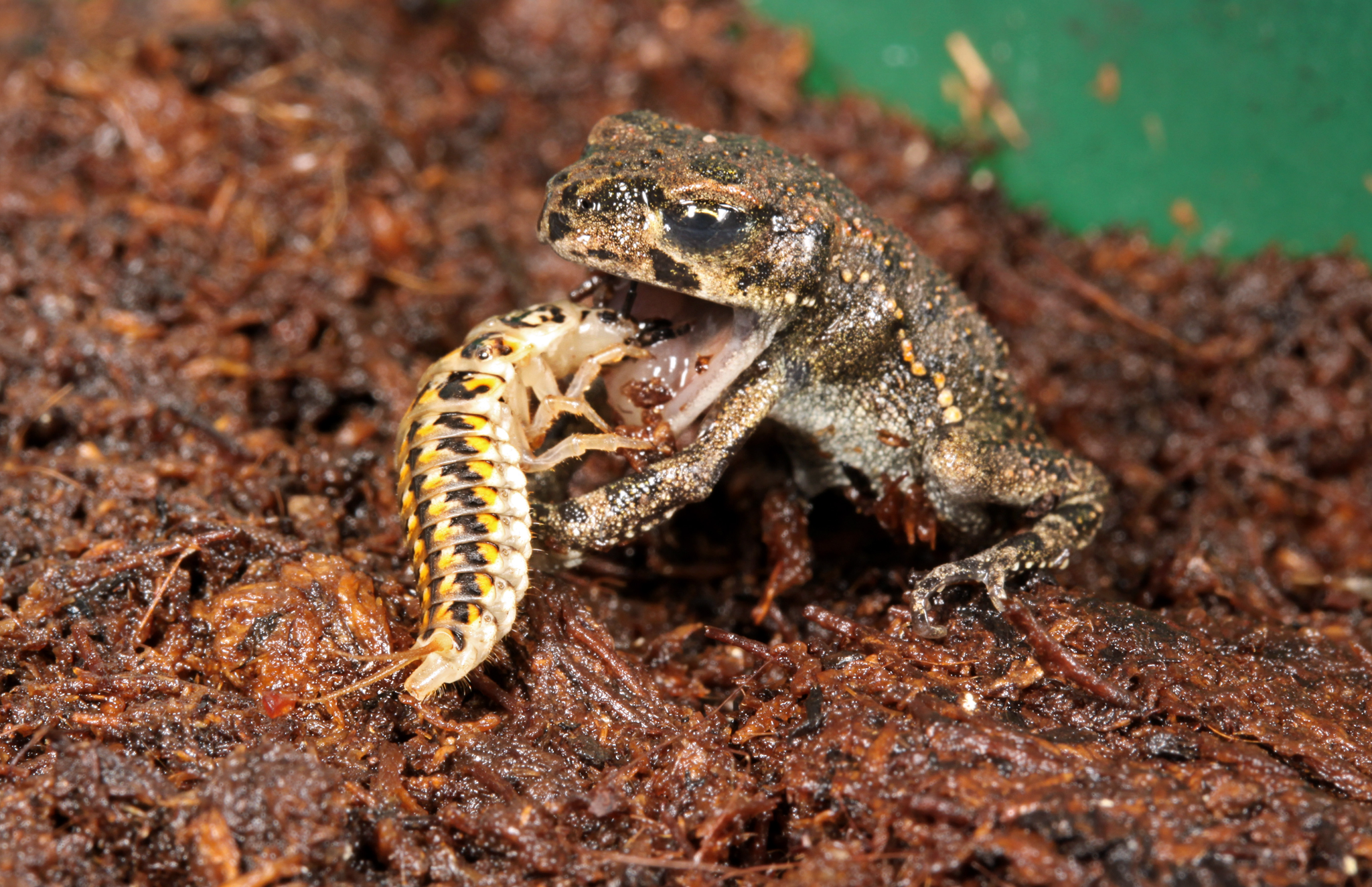
カエルを襲う Epomis 亜属の幼虫

Wizen & Gasith (2011) によれば、本種 (C. circumscriptus) や C. dejeani の幼虫は両生類のみを食べる。これら2種の幼虫は触角を上下左右に振ったり、顎を触角とともに左右に振ったりして両生類を誘引する。両生類は幼虫を襲い捕食しようと接近するが、幼虫は牙が二股に分かれた特殊な形状の大顎で両生類の皮膚に噛みつき、両生類の肉を溶かす酵素が含まれた唾液により、肉を体外で消化して食べる。初めは宿主（両生類）の体液を吸収するが、やがて体組織を噛み砕き、最終的に両生類を死に至らしめる。幼虫は3つの発達段階を踏むが、各齢の終わりに両生類の宿主から離れて隠れた場所で脱皮し、脱皮後に再び新しい両生類の宿主を探す。1齢幼虫は体が比較的小さいため両生類（ヒキガエル・カエル・イモリ・サンショウウオ）を1頭しか食べる必要がないが、2齢幼虫は2, 3頭を、3齢幼虫は5頭まで食べることができる。
Wizen & Gasith (2011) は「2種類の Epomis 亜属の幼虫（ E. dejeani および E. circumscriptus の幼虫計420匹）を利用してカエル3種類（ミドリヒキガエル Pseudepidalea viridis 、アマガエル属の Hyla savignyi および Pelophylax bedriagae ）およびイモリ2種類（Ommatotriton vittatus およびムジハラファイアサラマンダー Salamandra infraimmaculata）との遭遇観察（両生類と幼虫が遭遇した場合の幼虫の反応の観察）を実験したが、種間相互作用はすべて Epomis 亜属の幼虫に有利な結果（両生類を捕食した結果）に終わった」と述べている。また、アマガエル属 Hyla の1種やシュレーゲルアオガエル Rhacophorus schlegelii も Epomis 亜属の幼虫に捕食されている記録がある。
Epomis dejeani の幼虫は土中に蛹室を形成し蛹化・羽化する。

## 保全状況
本種はイタリアでは絶滅危惧種に指定されている。また、 Epomis 亜属はヨーロッパの地中海地域で絶滅の危機に瀕しており、一部の生息地では絶滅した集団もあると報告されている。

## ギャラリー
- 触角・大顎を動かして獲物（両生類）を誘引するオウシュウオオキベリアオゴミムシの幼虫
- カエルに飲み込まれたが2時間後に生きたまま脱出し、逆にカエルを捕食することに成功したオウシュウオオキベリアオゴミムシの幼虫